# Ремон Доменек
Ремон Доменек (фр. Raymond Domenech; Лион, 24. јануар 1952) је француски фудбалски тренер и бивши фудбалер. Бивши је селектор француске репрезентације.

## Француски селектор
Дана 12. јула 2004. Доменек је изабран за наследника бившег селектора Жака Сантинија, пошто је репрезентација разочаравајуће испала са Европског првенства 2004. поразом у четвртфиналу од Грчке. Добио је задатак од Фудбалског савеза Француске да достигне „најмање“ полуфинале на Светском првенству 2006. На Светском првенству у Немачкој, Француска је у финалу против Италије имала резултат 1-1, али је изгубила након извођења пенала.
Жозе Мурињо, тадашњи тренер Челсија у којем је играо Клод Макелеле је 27. августа 2007. рекао да се Доменек према овом фудбалеру понашао „као према робу“, јер га је селектор позвао у тим за квалификације иако је Макелеле 2006. објавио да више неће играти за репрезентацију. Доменек је одговорио „Док год може да хода, играће. Имам право да га изаберем“. На Европском првенству 2008. Француска је испала у групној фази, пошто је освојила само један бод и била последња на табели.
На Светско првенство 2010. у Јужној Африци репрезентација Француске се квалификовала након победе над Републиком Ирском у баражу. Пролаз Француза је био контроверзан јер је Тијери Анри играо руком пре него је додао лопту Вилијаму Галасу који је постигао победоносни гол. Наступ у Јужној Африци су обележили слаба игра репрезентације, уз један реми са Уругвајем без голова и два пораза од Мексика и домаћина ЈАР, и свађа селектора Доменека са Анелком. Доменек се након последње утакмице са Јужноафричком Републиком повукао, одбијајући да пружи руку противничком селектору Карлосу Алберту Переири. На селекторском месту га је наследио Лоран Блан.